# Amyema eburna
Amyema eburna är en tvåhjärtbladig växtart som först beskrevs av Bryan Alwyn Barlow, och fick sitt nu gällande namn av B.A. Barlow. Amyema eburna ingår i släktet Amyema och familjen Loranthaceae. Inga underarter finns listade i Catalogue of Life.